# Appen
Appen è un comune dello Schleswig-Holstein, in Germania.
Appartiene al circondario di Pinneberg ed è parte dell'Amt Geest und Marsch Südholstein.